# Óblast de Moscú
El óblast de Moscú, (del ruso: 'Москóвская о́бласть') a veces denominado de forma no oficial Podmoskovie (Подмосковье), es uno de los cuarenta y siete óblast que, junto con las veintiuna repúblicas, nueve krais, cuatro distritos autónomos y dos ciudades federales, conforman los ochenta y tres sujetos federales de Rusia. No posee capital aunque la ciudad de Moscú actúa de centro administrativo. Está ubicado en el distrito Central limitando al norte con Tver, al este con Yaroslavl y Vladímir, al sur con Riazán y al oeste con Tula, Kaluga y Smolensk.
Fue oficialmente establecido el 14 de enero de 1929. Es el óblast (provincia) ruso más densamente poblado (7 048 084 habitantes sin contar Moscú, según el censo de 2013). Su área es relativamente pequeña, con 44 379 km².
Este óblast es altamente industrializado, con sus principales ramas de desarrollo en la metalurgia, refinamiento de petróleo, ingeniería mecánica, industria alimentaria, energía e industria química.

## Ubicación
El óblast de Moscú limita con las siguientes óblasts: óblast de Tver (N), óblast de Yaroslavl (en un punto del NE), óblast de Vladímir (E), óblast de Riazán (SE), óblast de Tula (S), óblast de Kaluga (SO), y el óblast de Smolensk (O). En el centro del óblast está situada la ciudad federal de Moscú que no forma parte del óblast de Moscú.

## Organización territorial
Se divide en 36 rayones:
- Balashikhinsky: Balashikha.
- Chekhovsky: Chéjov.
- Dmitrovsky: Dmitrov.
- Domodedovsky: Domodedovo.
- Istrinsky: Istra.
- Kashirsky: Kashira.
- Klinsky: Klin.
- Kolomensky: Kolomna.
- Krasnogorsky: Krasnogorsk.
- Leninsky: Vidnoye.
- Lotoshinsky: Lotoshino.
- Lukhovitsky: Lukhovitsy.
- Lyuberetsky: Lyubertsy.
- Mozhaysky: Mozhaysk.
- Mytishchinsky: Mytishchi.
- Naro-Fominsky: Naro-Fominsk.
- Noginsky: Noginsk.
- Odintsovsky: Odintsovo.
- Orekhovo-Zuyevsky: Orekhovo-Zuyevo.
- Ozyorsky: Ozyory.
- Pavlovo-Posadsky: Pavlovsky Posad.
- Podolsky: Podolsk.
- Pushkinsky: Pushkino.
- Ramensky: Ramenskoye.
- Ruzsky: Ruza.
- Sergiyevo-Posadsky: Sergiyev Posad.
- Serebryano-Prudsky: Serebryanye Prudy.
- Serpukhovsky: Serpukhov.
- Shatursky: Shatura.
- Shakhovskoy: Shakhovskaya.
- Shchyolkovsky: Shchyolkovo.
- Solnechnogorsky: Solnechnogorsk.
- Stupinsky: Stupino.
- Taldomsky: Taldom.
- Volokolamsky: Volokolamsk.
- Voskresensky: Voskresensk.
- Yegoryevsky: Yegoryevsk.
- Zaraysky: Zaraysk.